# Bela atlantidea
Bela atlantidea is een slakkensoort uit de familie van de Mangeliidae. De wetenschappelijke naam van de soort is voor het eerst geldig gepubliceerd in 1952 door Knudsen.